# Sandra Hastenteufel
Sandra Hastenteufel (* 1966 in Stuttgart) ist eine deutsche bildende Künstlerin.

## Leben
Hastenteufel studierte an der Staatlichen Akademie der Bildenden Künste Stuttgart. 2005 war sie Stipendiatin der Deutschen Akademie Villa Massimo, Rom.
Sandra Hastenteufels Arbeiten sind in bedeutenden Sammlungen und Museen wie der Mercedes Benz Art Collection  und der Staatsgalerie Stuttgart vertreten.

## Werk
Sandra Hastenteufel arbeitet mit Fotografie, Film, Malerei, Skulptur und entwickelt interdisziplinäre Projekte in den Feldern Musik, Oper und Ballett.
Ihre Installation Durch einen Spiegel in einem dunklen Wort, zu Monteverdis Oper Krönung der Poppea im Kuppelsaas des Württembergischen Kunstvereins setzt sich zusammen aus Gesangspassagen und Ausschnitten aus Bildern Caravaggios, die als Dias in Menschengröße auf die Wände der Rotunde projiziert wurden.
Ihre Pflanzenportraits sind miniaturhafte Cibachrome von Keimlingen, die an Ort und Stelle im Wald fotografiert wurden und in Originalgröße abgebildet sind. 

## Ausstellungen (Auswahl)
(Quelle: Sandra Hastenteufel)

### Einzelausstellungen (Auswahl)
- 1993: 1989 Künstlerhaus Stuttgart
- 1995: Komorki do wynajecaia Museum for Contemporary Art, Warschau
- 2000: Durch einen Spiegel in einem dunklen Wort - face to face Württembergischer Kunstverein, Stuttgart
- 2003: Photography and Painting Stadtmuseum Crailsheim
- 2004: sguardo d'artista FotoGrafia Festival Internazionale di Roma, Galleria del Cortile, Rom

### Gruppenausstellungen (Auswahl)
- 1992: FLUX ATTITUDES The New Museum of Contemporary Art, New York
- 1995: 46. Biennale di Venezia
- 1996: Gang Warfare The McKinney Avenue Contemporary, Dallas
  - IAS, London
- 1999: d’APERTutto Biennale di Venezia,
- 2000: La ville / le jardin / la mémoire Académie de France (Villa Medici) in Rom
- 2002: Naturstücke Staatsgalerie Stuttgart
- 2005: FotoGrafia Festival Internazionale di Roma
  - Galleria del Cortile, Rom
  - Villa Massimo, Rom
- 2006: Tokyo Opera City Art Gallery
- 2018–22: Von der Süddeutschen Moderne zur Internationalen Gegenwartskunst, Die Mercedes-Benz Art Collection in Stuttgart[3]